# Tonči Trstenjak
Antun (Tonči) Trstenjak (Kotoriba, 1. ožujka 1944.), hrvatski katolički svećenik, isusovac, pisac, televizijski novinar i urednik.

## Životopis
Rođen je u mjestu Kotoriba u Međimurju. Stupio je u Družbu Isusovu 1961. godine. Veliku maturu položio je 1966. u Nadbiskupskoj klasičnoj gimnaziji u Zagrebu, nakon čega je nastavio studirati filozofiju i teologiju na FTI-u. Kardinal Franjo Kuharić zaredio ga je za svećenika u varaždinskoj katedrali 7. siječnja 1973. Studirao je pastoralnu teologiju i katehetiku na Salezijanskom papinskom sveučilištu u Rimu.  Doktorirao je na Papinskom sveučilištu Gregoriana u Rimu 1987. s tezom o Aleksandru Komuloviću (1548. – 1608.). Bio je od 1988. do 1991. urednik časopisa Obnovljeni Život. U četiri mandata s prekidima (1988. – 2008.) bio je u vodstvu Hrvatske zajednice bračnih susreta. Bio je predsjednik Zavičajnog društva Međimurje u Zagrebu, član Katehetskog vijeća BKJ i HBK (1978. – 1992.) i član Odbora za sredstva društvene komunikacije HBK od 1994. – 2009.
Godine 1989. počeo je surađivati na Zagrebačkom radiju. Bio je od siječnja 1991.  prvi sudionik i suosnivač najdugovječnije religijske emisije prvog programa Hrvatskog radija "Duhovna misao". Dugi niz godina - 1991. do 2009. - radio je na Hrvatskoj radio-televiziji kao televizijski novinar i urednik u Religijskoj redakciji. Prvo je bio novinar u Informativnom programu HRT zadužen za religijske teme a 1993. osniva i uređuje Program religijske kulture HTV. Organizirao je prvi izravni televizijski prijenos mise iz krčke katedrale 23. veljače 1991., prvi izravni prijenos Križnoga puta s papom Ivanom Pavlom II. (1992.). Jedan je od organizatora i komentatora prigodom svih triju posjeta Ivana Pavla II. Hrvatskoj. Prigodom prvog dolaska Pape 1994. osmislio je i bio suorganizator u povijesti papinih putovanja prvog TV-maratona - izravnog televizijskog prijenosa od zagrebačke zračne luke do Kaptola. Snimio je desetak dokumentarnih filmova u seriji Hrvatske katoličke misije i Hrvatski duhovni velikani. Bio je voditelj brojnih kontakt-emisija i sudionik u stvaranju te uređivanju mnoštva emisija Religijskog programa: U početku bijaše riječ, Biblija, Mir i dobro, Duhovni izazovi, Ekumena.
Od 1980. do 2012. bio je sveučilišni profesor na Filozofsko-teološkom institutu i Filozofskom fakultetu Družbe Isusove. Predavao je Pastoralnu teologiju, Katehetiku, Medijske znanosti i didaktiku.
Za najstariji religijski mjesečnik u Hrvatskoj Glasnik Srca Isusova i Marijina od 2009. piše kratke priče pa je tako nastala zbirka "Božićna pomaranča – priče jednog svećenika", koja je objavljena 2013. godine i "Zaljubljeni kapelan - pripovijesti za vele i male" objavljena 2019.  Do sada je napisao i objavio preko 50 znanstvenih članaka u Obnovljenom životu i raznim znanstvenim zbornicima te oko 150 kratkih priča, u kojima iznosi pred čitatelje bogato životno iskustvo i sjećanja satkana ponajprije od doživljenog i proživljenog. Objavio je i preko stotinu tekstova i reportaža u domaćim i stranim tiskovinama.
Hrvatsko društvo katoličkih novinara dodijelilo mu je 24. svibnja 2022. nagradu za životno djelo za dugogodišnje kvalitetno novinarsko, publicističko i uredničko djelovanje u širenju Radosne vijesti putem medija, te ustanovljenje religijskoga programa na Hrvatskoj televiziji.

## Djela
- 2003. Duhovna misao - Riječi duhovnika s Hrvatskog radija, Zagreb, Znanje
- 2013. Božićna pomaranča: Priče jednoga svećenika, Zagreb: Kršćanska sadašnjost.
- 2010. Marijan Gajšak - Sakralna umjetnost, monografija, Zagreb: FTI,
- 2017. Bračni susreti[neaktivna poveznica]- Povijest HZBS, monografija, Zagreb: HZBS,
- 2019. Zaljubljeni kapelan: Pripovijesti za vele i male. Zagreb: Kršćanska sadašnjost.
- 1989. Alessandro Komulović S.J. 1548. – 1608. (Profilo biografico), "Archivium Historicum S.J.  Arhivirana inačica izvorne stranice od 18. travnja 2021. (Wayback Machine)", LVIII. 1989. 43-86
- 2019. Zaljubljeni kapelan -pripovijesti za male i vele, Kršćanska sadašnjost, Zagreb
- 2023. Aleksandar Komulović, Split1548.- Dubrovnik 1608., Književni krug, Split.